# ヴィルヘルム・ケトラー
ヴィルヘルム・ケトラー（Wilhelm Kettler、1574年6月20日 - 1640年4月7日）は、クールラント・ゼムガレン公（在位：1595年 - 1616年）。ヴィルヘルムが公国の東部地域を支配し、兄のフリードリヒが西部地域を支配する分割統治体制の下で公爵を務めた。

## 生涯
ヴィルヘルムはゴットハルト・ケトラーとその妻アンナ・フォン・メクレンブルク＝ギュストロウとの間に生まれた下の息子である。1587年に父が死んだあとは兄フリードリヒが公国の単独統治者だったが、1595年に公国を兄弟で分割統治することが決まり、ヴィルヘルムはクルディーガに居館を置き、クールラント・ゼムガレン公国のうち西側のクールラント地域を支配した。1609年、プロイセン公アルブレヒト・フリードリヒの娘ゾフィーと結婚し、その際に婚資として義父からグロビニャを譲られた。
貴族たちと対立した結果、ヴィルヘルムは1616年にクールラントにいられなくなり、公爵位を退いて国外に亡命した。ヴィルヘルムは1640年にポンメルンのククロヴァ修道院で死去した。息子のヤーコプ・ケトラーは1642年に父の遺骸とともに公国に帰り、伯父のフリードリヒからクールラント公爵を引き継いだ。ヴィルヘルムの遺骸は1643年2月23日に公爵家の納骨堂に安置された。